# راندي جونز (مغني)
راندي جونز (بالإنجليزية: Randy Jones)‏ هو مغني أمريكي، ولد في 13 سبتمبر 1952 في رالي في الولايات المتحدة.

## وصلات خارجية
- الموقع الرسمي
- راندي جونز على موقع IMDb (الإنجليزية)
- راندي جونز على موقع ميوزك برينز (الإنجليزية)
- راندي جونز على موقع أول ميوزيك (الإنجليزية)
- راندي جونز على موقع ديسكوغز (الإنجليزية)
- راندي جونز على موقع قاعدة بيانات الفيلم (الإنجليزية)